# Blepharita juldussica
Blepharita juldussica là một loài bướm đêm trong họ Noctuidae.